# 蒂萨巴博尔瑙
蒂萨巴博尔瑙（匈牙利語：Tiszabábolna）是匈牙利包尔绍德-奥包乌伊-曾普伦州所辖的一个村。总面积32.71平方公里，总人口378，人口密度11.6人/平方公里（2011年1月1日）。